# Фара Вилијамс
Фара Таниа Франки Мерет (рођена 25. јануара 1984), професионално позната као Фара Вилиамс, је бивша енглеска фудбалерка која је играла као централни везни за више клубова, као и за репрезентацију Енглеске. Вилијамс је важила за једног од водећих играча Енглеске.  Од свог сениорског дебија 2001. до пензионисања 2019., Вилијамсова је одиграла 177 утакмица за женски тим Енглеске, што је чини њиховом играчицом са највећим бројем утакмица. Играла је на европским првенствима 2005, 2009, 2013. и 2017. године, као и на светским првенствима 2007, 2011. и 2015. године. Вилијамс је такође наступала за тим Велике Британије на Олимпијским играма у Лондону 2012.
Вилијамсина клупска каријера почела је у Челсију, а затим је напредовала у Чарлтон Атлетик 2001. Потписала је за Евертон 2004. и касније је постала капитен клуба, освојивши Куп Премијер лиге 2008. и ФА женски куп 2010. године. После осам година са Евертоном потписала је за локалног ривала Ливерпул 2012. и освојила титулу првака 2013. и 2014. године. Вилијамс је проглашена за младог играча године Фудбалског савеза (ФА) 2002. године, ФА играча године 2009. и ФА међународног играча године 2007. и 2009. године.

## Клупска каријера
Вилијамс се придружила екипи Челсија узраста до 14 година са 12 година  Постигла је 30 голова за први тим Челсија у сезони 2000/01 и потписала за Charlton Athletic Ladies током следеће сезоне. У својој првој сезони, 2001–02, освојила је Чарлтоновог играча године и ФА за младог играча године. 
Повреда леђа искључила је Вилијамс из већег дела сезоне 2002/03.  У мају 2003. Вилијамс је постигла несрећни аутогол три минута након што је ушла као замена у финалном поразу Чарлтоновог ФА женског купа од Фулама резултатом 3:0.
У сезони 2003–04 Вилијамс се вратила у форму и била је важан део тима Чарлтон Атлетика који се борио за сва три домаћа трофеја.  Започела је друго узастопно финале Чарлтоновог ФА женског купа у мају 2004, али је претрпела још један пораз од 3-0 пошто је Џули Флитинг постигла хет-трик за Арсенал. Вилијамсова је освојила медаљу победника Купа ФА за жене у Премијер лиги када је Чарлтон победио Фулам са 1:0 на Андерхилу у марту 2004. 
Вилијамсова је изненађујуће прешла у Евертон у лето 2004,  где су јој фанови дали надимак „Краљица Фара“. У сезони 2004/05 Вилијамсова је изгубила своје треће финале ФА женског купа заредом, од бившег клуба Чарлтон. Освојила је још једну медаљу Лига купа у сезони 2007/08 када је Евертон победио Арсенал на Бризбејн Роуду .  Вилијамсова је промашила два пенала, један у регуларном времену и један у пенал серији, пошто је Евертон избегао Лидс у полуфиналу ФА женског купа на Хаиг Авенији .  У сезони 2008–09 Евертон је пропустио титулу у лиги на гол-разлику након пораза последњег дана од Арсенала. Међутим, Вилијамсови наступи довели су до тога да је проглашена за ФА играча године.
Дана 23. септембра 2009. Вилијамсова је изабрана на међународном драфту женског професионалног фудбала (ВПС) од стране Philadelphia Independence. Требало је да се придружи својој саиграчици из Енглеске Лиен Сандерсон у Америци, пре него што је одлучила да остане у Евертону .  Вилијамсина лојалност је награђена са још два финала Купа 2010: поразом од Лидс Карнегија у Купу Премијер лиге,  након чега је уследила незаборавна победа у продужецима над Арсеналом у ФА купу за жене . 
У новембру 2012. Вилијамс и Наташа Дауи напустиле су Евертон и прешле у клуб локалног ривала, Ливерпул, који су се надали да ће изградити тим способан да прекине доминацију Арсенала над енглеским женским фудбалом.  Ливерпул је победио Бристол Академију са 2-0 последњег дана и обезбедио титулу ФА ВСЛ лиге 2013.
Ливерпул је задржао титулу 2014, али је био много мање успешан 2015 . Завршили су на седмом месту од осам тимова пошто је Вилијамсова пропустила три месеца сезоне због повреде тетиве  а тренер Мет Берд је отишао у клуб Бостон Брејкерс из америчке Националне женске фудбалске лиге (НВСЛ). 

Дана 5. јануара 2016, Ливерпул је потврдио да ће Вилијамс напустити клуб да би потписала за бивше шампионке из Арсенала. Вилијамсова је рекла: "Заиста сам уживала у Ливерпулу и оставићу неке апсолутно фантастичне успомене. Када сам се први пут придружила клубу, тим је био на дну лиге, тако да је освајање титула у лиги било невероватно достигнуће." 
Дана 16. августа 2017. напустила је Арсенал за жене и придружила се ривалу у Женској Супер лиги (ВСЛ) Редингу на двогодишњи уговор. 

Вилијамсова је 26. априла 2021. објавила да ће се повући из игре на крају сезоне 2020–21.

## Међународна каријера

### Енглеска
Вилијамс је дебитовала у сениорској Енглеској са 17 година против Португала у новембру 2001. Током реванша у фебруару 2002, Вилијамсова је постигла први гол из слободног ударца у победи од 3-0 на Фратон Парку.
Вилијамсова је играла у све три групне утакмице Енглеске на Европском првенству за жене 2005. и постигла је пенал у поразу од Данске резултатом 2–1. Такође је постигла пет голова помажући Енглеској да се квалификује за Светско првенство у Кини, укључујући два у победи од 13-0 над Мађарском . Вилијамс је изнудила одлучујући аутогол у плеј-офу против Француске који је запечатио квалификације. 

Наставила је да је играла у све три групне утакмице Енглеске на Светском првенству и постигла је пенал у победи Енглеске над Аргентином резултатом 6-1. Међутим, она је такође покупила свој други жути картон у групној фази у том мечу, и тако пропустила четвртфинални пораз од Сједињених Држава. Дана 23. маја, Вилијамс је добила награду ФА за међународног играча године 2007.
Дана 8. маја 2008. Енглеска је играла против Белорусије у квалификацијама за УЕФА за Европско првенство 2009. и Вилијамсова је постигла хет-трик.  У мају 2009. године Вилијамс је поново проглашена за ФА међународног играча године. 

На завршном турниру Еура 2009. у Финској, Вилијамс је постигао пенал током прве утакмице Енглеске против Италије . Међутим, Енглеска је изгубила меч са 2–1 након што је грешка Вилијамсове резултирала црвеним картоном.  Енглеска је напредовала и Вилијамс, капитен у одсуству повређене Феј Вајт, постигла је гол у победи од 3-2 у четвртфиналу над домаћином Финском. Такође је наступила у полуфиналној победи над Холандијом и финалном поразу од Немачке резултатом 6-2.
Вилијамсова је била најбољи стрелац Енглеске са седам голова током квалификација за Светско првенство у фудбалу за жене 2011. Повреда колена задобијена у мечу ВСЛ-а са Линколн Лејдис довела ју је да се бори за кондицију уочи финала.  Упркос томе, Вилијамс је била „више него задовољан“ што је именована у тиму 10. јуна 2011. На завршном турниру, она је постигла први гол у кампањи Енглеске у ремију 1–1 са Мексиком, а такође је играла против Новог Зеланда пре последње групне утакмице и победе од 2–0 над Јапаном . Вилијамс је играла 120 минута у четвртфиналу. Она није била међу извођачима у поразу Енглеске у извођењу пенала .
Вилијамсова је освојила 100. утакмицу на Купу Кипра 2012. против Швајцарске 1. марта 2012. Енглеска је победила резултатом 1–0, а Вилијамс је била поносна што је постигла једини гол на утакмици: „Велико је достигнуће достићи 100 утакмица, а постизање поготка га је учинило посебним.“  Била је у репрезентацији Енглеске која је била лоша на Европском првенству УЕФА за жене 2013. и елиминисана је у првом колу.
Дана 3. августа 2014, Вилијамс је предводила тим Енглеске против Шведске и постала играч са највећим бројем утакмица у историји енглеског фудбала, са 130 утакмица. Енглеска је у Хартлпулу победила са 4:0. 

На Светском првенству за жене 2015. у Канади, Вилијамсова је у 38. минуту извела једанаестерац против Колумбије, пошто је Енглеска победила 2-1 у Монтреалу 17. јуна. У полуфиналу у Едмонтону 2. јула, Вилијамсова је реализовала свој други пенал на турниру, у 40. минуту, да би Енглеској донела изједначење против браниоца титуле Јапана . Енглеска је изгубила утакмицу са 2-1. Два дана касније, у Едмонтону, Вилијамс је постигла још један пенал, овом приликом у продужецима, да би Енглеској донела победнички гол у победи над Немачком од 1:0. Њен кључни гол донео је Енглеској прву победу над Немачком и обезбедио бронзану медаљу, што је најбољи резултат тима икада на ФИФА Светском првенству за жене.
Вилијамсова није била укључена у тим Енглеске за Светско првенство у фудбалу за жене 2019, али менаџер Фил Невил рекао је да њена међународна каријера није завршена.

У јуну 2012. године, Вилијамс је изабрана за репрезентацију Велике Британије од 18 играча за Олимпијске игре у Лондону 2012 . 

## Лични живот
Вилијамсова је именована за члана Ордена Британске империје (МБЕ)  на новогодишњим почастима 2016. за заслуге у женском фудбалу и добротворне сврхе. 
У децембру 2015. удала се за бившу саиграчицу из Евертона Ејми Кејн, али су се убрзо касније растали. 
| Клуб              | Сезона            | Лига              | Лига    | Лига   | Национални Куп | Национални Куп | Лига куп | Лига куп | Остало  | Остало | Укупно  | Укупно |
| Клуб              | Сезона            | дивизије          | Наступи | Голови | Наступи        | Голови         | Наступи  | Голови   | Наступи | Голови | Наступи | Голови |
| ----------------- | ----------------- | ----------------- | ------- | ------ | -------------- | -------------- | -------- | -------- | ------- | ------ | ------- | ------ |
| ФК Рединг         | 2017–18           | ФА ВСЛ 1          | 18      | 7      | 0              | 0              | 6        | 3        | —       | —      | 24      | 10     |
| ФК Рединг         | 2018–19           | ВСЛ               | 20      | 11     | 4              | 5              | 5        | 3        | —       | —      | 29      | 19     |
| ФК Рединг         | 2019–20           | ВСЛ               | 14      | 5      | 1              | 2              | 6        | 3        | —       | —      | 21      | 10     |
| ФК Рединг         | 2020–21           | ВСЛ               | 16      | 3      | 1              | 1              | 1        | 0        | —       | —      | 18      | 4      |
| Укупно у каријери | Укупно у каријери | Укупно у каријери | 68      | 26     | 6              | 8              | 18       | 9        | —       | —      | 92      | 43     |

## Постигнућа
Евертон
- ФА женски Куп Премијер лиге : 2007–08 [48]
- ФА женски куп : 2009–10

Ливерпул
- ФА ВСЛ : 2013, 2014

Арсенал
- ФА женски куп : 2015–16

Енглеска
- Куп Кипра : 2009, 2013, 2015 [49] [50] [51]
- Вицешампион УЕФА женског првенства : 2009. [52]
- Треће место на Светском првенству у фудбалу за жене : 2015. [53]

Појединац
- Најбољи играч сезоне Ливерпула : 2015. [54]
- Кућа славних женске Супер лиге : 2021. [55]